# 피터 듀란드
피터 듀란드(Peter Durand, 1766년 10월 21일 ~ 1822년 7월 23일)는 깡통을 사용하여 식품을 보존하는 아이디어로 첫 특허를 받은 것으로 널리 알려진 영국의 상인이다. 이 특허(No 3372)는 1810년 8월 25일 영국의 국왕 조지 3세에 의해 부여되었다.
이 특허는 영국미들섹스 혹스턴 광장의 상인 피터 듀란드에게 채소 또는 동물 원료의 식품 및 기타 부패하기 쉬운 물품을 유리, 도예, 주석 (원소) 또는 기타 적합한 금속으로 만든 다양한 용기에 보존하는 방법에 대해 발행되었다고 명시한다. 보존 절차는 용기에 음식을 채우고 뚜껑을 닫는 것이었다. 채소는 날것으로 넣어야 했고, 동물성 물질은 날것이거나 반쯤 익힌 상태로 넣을 수 있었다. 그런 다음 전체 품목을 오븐, 스토브 또는 증기 목욕과 같은 어떤 방법으로든 가열해야 했지만, 가장 편리하게는 물에 담가 끓이는 것이었다. 끓이는 시간은 명시되지 않았으며, 음식과 용기 크기에 따라 달라진다고 했다. 특허는 통조림 후 음식을 얼마나 오래 보관할 수 있는지에 대해서도 명확하지 않았는데, 단지 "오랫동안" 보관할 수 있다고만 했다. 뚜껑은 전체 가열 및 냉각 과정 동안 부분적으로 열려 있어야 했지만, 그 직후 코르크 마개, 고무 밀봉이 있는 나사 마개, 접착제 등을 포함한 어떤 방법으로든 용기를 밀봉해야 했다.
듀란드는 자신의 특허에서 발명의 아이디어를 1년 이상 전에 해외에 있는 친구로부터 전달받았다고 분명히 언급한다. 19세기 기록 보관소에 대한 광범위한 연구를 통해 그 친구가 프랑스 발명가 필리프 드 지라르였음이 밝혀졌다. 듀란드와 지라르의 관계는 공개되지 않았고, 최초의 통조림 식품 특허에 대한 공로는 듀란드에게 남아있다.
특허 자체는 두 가지 부분으로 구성된다: 첫째, 원래 아이디어에 대한 설명; 둘째, 듀란드 자신의 관찰. 듀란드는 이 발명에 대해 분명히 의심을 품었다. 그러나 그는 호기심 많은 마음으로 직접 고기, 수프, 우유를 밀봉하고 설명된 대로 끓여서 철저한 시험을 수행했다. 원래 발명가는 소량의 음식으로만 실험했지만, 듀란드는 미래의 대규모 생산을 구상하여 한 깡통에 최대 30 lb (13.6 kg)의 고기를 보존했다. 알 수 없는 이유로 듀란드는 유리 용기 대신 주석 깡통만 사용했다. 그는 깡통이 왕립 해군과 함께 4~6개월 동안 항해하도록 조치했다. 왕립학회와 왕립 연구소의 여러 회원들이 도착 시 음식을 검사했으며, 완벽하게 보존되어 있음을 발견했다.
듀란드의 특허는 용기보다는 보존 기술에 중점을 두었다. 이 기술 자체는 이전에 프랑스인 니콜라 아페르가 개발했다. 그러나 아페르는 유리 용기만을 사용한 반면, 듀란드는 특허에서 깡통의 사용을 처음으로 언급했다.
특허를 받은 후, 듀란드는 직접 통조림 식품 사업을 추구하지 않았다. 그는 1812년에 그의 특허를 다른 두 영국인인 브라이언 돈킨과 존 홀에게 1,000 파운드에 팔았다. 돈킨은 1808년부터 철 주석 도금에 관여했으며 이를 식품 산업으로 확장하고 싶어 했다. 돈킨과 홀은 상업용 통조림 공장을 세웠고 1813년까지 영국군을 위한 첫 통조림 제품을 생산했다. 1818년, 듀란드는 영국 특허를 미국에서 재특허하여 깡통 식품을 미국에 소개했다. 1820년까지 깡통 식품은 영국과 프랑스에서, 1822년까지 미국에서 인정받는 품목이 되었다.